# Joe Cassano (rappeur)
Pour les articles homonymes, voir Joe Cassano et Cassano.
Joe Cassano, de son vrai nom Giovanni Cassano (25 novembre 1973–3 avril 1999), est un rappeur italien. Il est principalement actif dans les années 1990,,.

## Biographie
Giovanni est originaire de Bologne. En 1988, il s’établit avec son père aux États-Unis, où il reste un certain temps et où il découvre le rap à 15 ans en fréquentant le quartier de Brooklyn. De retour en Italie, il fait ses premiers pas dans le circuit underground de la péninsule : Il participe à des jam comme Zone Dopa (Pescare) ou Mic Check (Bologne). En 1997, il commence une collaboration avec Inoki, jeune MC de Bologne, et il entre dans le collectif Porzione Massiccia Crew (Part Massif Crew) qui représente le hip-hop de Bologne au niveau national.
Il est également membre du Camelz FCE (Fuckin' Camelz 'n Effect). Pendant cette période, il a de nombreux problèmes avec la justice, surtout parce qu'il est souvent impliqué dans des bagarres. Pendant la même période, il étudie avec succès la psychologie et pratique les arts martiaux comme le karaté, le kick boxing et la boxe. En 1999, Joe participe à l'album 50 MCs et à Demolizione (Démolition), mixtape du PMC.  
En 1999, sur la compilation Novecinquanta du DJ et producteur Fritz De Cat, sort la chanson Giorno e notte, que Joe a enregistré avec Inoki. La même année, il chante sur Sindrome di fine millennio, le premier album des Uomini di mare, groupe du DJ et producteur Lato et du rappeur Fabri Fibra. 
Joe meurt peu après, d'un arrêt cardiaque dû probablement à un abus de cocaïne, à l'âge de vingt-six ans. Inoki l'amène à l'hôpital en vain, Joe décède pendant le trajet en voiture. Ses amis les plus proches décident de terminer l'album sur lequel il était en train de travailler : l'album, Dio lodato, sort fin 1999, avec le célèbre single Dio lodato per sta chance. Le temps passant, l'estime envers Joe Cassano va en augmentant : de nombreux compositeurs, à Bologne et dans le reste de l'Italie, commencent à dédier des morceaux au rappeur décédé. Pour ce qui concerne la chanson Basse frequenze, contenue dans Dio lodato, il faut préciser qu'il s'agit d'un mix de quelques freestyle de Joe Cassano et autres traces dédiés au jeune rappeur décédé par ses amis et collègues.

## Discographie

### Apparitions
- 1998 : 50 MCs - 50 MCs  avec Inoki & DJ Lugi
- 1999 : A nocche dure rischiando il culo (sur la compilation Missione Impossibile)
- 1999 : Teste mobili (avec Uomini di mare & Nesly Rice & DJ Inesha & Fritz Da Cat) (sur l'album Sindrome di fine millennio)
- 1999 : Entro il 2000 (avec Uomini di Mare & Inoki) (sur l'album Sindrome di fine millennio)
- 1999 : Giorno e notte' (sur Novecinquanta)
- 1999 : Teach 'em right feat. Devon Pepse & Fed Gambino (sur l'album Demolizione)
- 1999 : Rischio il culo (sur l'album Demolizione)
- 1999 : Metropoli di sangue (sur l'album Demolizione)
- 2001 : Lirico alchimista avec Inoki (sur V Dan)
- 2001 : Stile di Joe (sur V Dan)